# Valleigoffer
De valleigoffer (Megascapheus bottae) (ook wel Botta's goffer) is een goffer die voorkomt van Oregon in het noorden tot Coahuila, Chihuahua, Nuevo León, Sinaloa, Sonora en Neder-Californië in het zuiden. Hij is fossiel bekend vanaf 103,000 jaar geleden. Hij is genoemd naar Paolo Emilio Botta, een 19e-eeuwse Italiaanse bioloog. Het aantal chromosomen varieert tussen 74 en 88, maar 76 komt het meeste voor.

## Beschrijving
Ze zijn ongeveer zo groot als een rat en hebben korte, meestal naakte staarten, kleine ogen en oren en lange voorpoten met verlengde klauwen. De kleur varieert van lichtgrijs tot zwart. De grote voortanden steken voor de lippen uit, zodat het dier kan graven zonder zijn mond vol aarde te krijgen. De valleigoffer heeft wangzakken.

## Ondersoorten
De valleigoffer heeft het hoogste aantal ondersoorten van alle levende zoogdieren, namelijk 195. Dat komt doordat ze allemaal in verschillende valleien leven, die door bergen van elkaar worden afgesneden, zodat de ondersoorten nauwelijks contact hebben en zich onafhankelijk ontwikkelen. Het werkelijke aantal ondersoorten ligt echter mogelijk veel lager. Bij een studie van Megascapheus umbrinus, een vergelijkbare soort, werd het aantal ondersoorten in een bepaalde regio enorm gereduceerd, van acht naar twee.

## Leefwijze
Deze goffer heeft een fossorische (gravende) leefstijl en eet allerlei verschillende planten. Ze blijven in hun holen om te eten en trekken soms een complete plant onder de grond. 's Nachts foerageren ze bovengronds. Ze krijgen water uit de planten die ze eten. 's Winters graven ze tunnels door de sneeuw, die ze bekleden met aarde. Ze komen veel voor op grotere hoogtes. Dassen en coyotes jagen op goffers door hun holen uit te graven, terwijl wezels en slangen ze ondergronds opeten. Ze worden ook bejaagd door stinkdieren, uilen, lynxen en haviken.

## Habitat
Goffers leven overal waar ze eten kunnen vinden en waar goede grond is om in te graven, van de woestijn tot de bergen. Ze zijn het hele jaar actief. Tunnelsystemen zijn soms meer dan 120 m lang. Eén goffer verplaatst jaarlijks zo'n 1130 kg grond, zoals door een studie in Utah is aangetoond. Ze maken zeer gecompliceerde systemen met allerlei verschillende soorten holen, tot 3 meter diep. Ze gebruiken hun voorpoten, klauwen en soms hun tanden voor het graven. De overtollige aarde wordt naar buiten geschoven.
Goffers zijn solitair, territoriaal en agressief, behalve tijdens de paartijd in de lente. De polygame mannetjes gaan waarschijnlijk op zoek naar vrouwtjes. 19 dagen later worden één tot 7 jongen geboren, die aan het eind van de zomer onafhankelijk worden. Vrouwtjes kunnen in één jaar meerdere nesten krijgen.
abbotti · absonus · abstrusus · acrirostratus · actuosus · aderrans · affinis · agricolaris · albatus · albicaudatus · alexandrae · alienus · alpinus · alticolus · altivallis · amargosae · analogus · angularis · angustidens · anitae · apache · aphrastus · argusensis · aridicola · aureiventris · aureus · awahnee · baileyi · basilicae · birdseyei · bonnevillei · boregoensis · boreorarius · borjasensis · bottae · brazierhowelli · brevidens · cabezonae · cactophilus · camargensis · camoae · caneloensis · canus · carri · catalinae · catavinensis · cedrinus · centralis · cervinus · chiricahuae · chrysonotus · cinereus · collinus · collis · comobabiensis · concisor · confinalis · connectens · contractus · convergens · convexus · crassus · cultellus · cunicularis · curtatus · depauperatus · depressus · desertorum · desitus · detumidus · diaboli · dissimilis · divergens · estanciae · extenuatus · flavidus · fulvus · fumosus · grahamensis · growlerensis · guadalupensis · harquahalae · homorus · howelli · hualpaiensis · hueyi · humulis · imitabilis · incomptus · infrapallidus · ingens · internatus · jacinteus · jojobae · juarezensis · lachuguilla · lacrymalis · laticeps · latirostris · latus · lenis · leucodon · levidensis · limitaris · limpiae · litoris · lorenzi · lucidus · lucrificus · magdalenae · martirensis · mearnsi · melanotis · mewa · minimus · minor · modicus · mohavensis · morulus · muralis · mutabilis · nanus · nasutus · navus · neglectus · nesophilus · nicholi · nigricans · operarius · operosus · optabilis · opulentus · oreoecus · osgoodi · paguatae · pallescens · parvulus · pascalis · patulus · pectoralis · peramplus · perpallidus · perpes · pervagus · pervarius · phasma · phelleoecus · pinalensis · piutensis · planirostris · planorum · powelli · providentialis · proximarinus · proximus · puertae · pusillus · retractus · rhizophagus · riparius · robustus · rubidus · rufidulus · ruidosae · rupestris · ruricola · russeolus · sanctidiegi · saxatilis · scapterus · scotophilus · sevieri · siccovallis · silvifugus · simulus · sinaloae · solitarius · spatiosus · stansburyi · sturgisi · suboles · subsimilis · texensis · tivius · toltecus · trumbullensis · tularosae · vanrossemi · varus · vescus · villai · virgineus · wahwahensis · winthropi · xerophilus